# 哈茨菲爾德 (喬治亞州)
哈茨菲爾德（英語：Hatsfield）是位於美國喬治亞州科爾奎特縣的一個非建制地區。該地的面積和人口皆未知。

## 地理
哈茨菲爾德的座標為31°13′01″N 83°58′34″W / 31.21694°N 83.97611°W，而該地的平均海拔高度為105米（即344英尺）。